# Гагарінський район (Севастополь)
Гага́рінський (Західний) райо́н (крим. Gagarin rayonı) — міський район міста Севастополь. Утворений 13 листопада 1975 року, відповідно до Указу Президії Верховної Ради УРСР. Названий на честь першого космонавта — Юрія Олексійовича Гагаріна.

## Місцевості
- 5 мікрорайон
- Гераклея
- Ім. Вакуленчука
- Козача бухта
- Комишова Бухта
- Льотчики
- Омега
- Стрілецька бухта
- Хутір П'ятницького

## Опис
Територія району становить 6100 га і містить у собі мікрорайони бухт Камишової, Стрілецької і Козачої, проспекту Жовтневої революції, Грушівку і промислову зону. У районі проживає приблизно 110 тисяч чоловік.
З півдня, заходу і півночі район омиває Чорне море. Довжина його берегової лінії становить 43,6 км. Тому тут розташовані і багато об'єктів рекреаційної інфраструктури — санаторії і дитячі оздоровчі табори, пляжі, яхт-клуб, човнові станції й інше.
У районі розташовані великі промислові підприємства риболовецької і рибопереробної галузей, електронної промисловості, вищі і середні навчальні заклади, базуються з'єднання і частини Військово-морських Сил і військ ППО України, Чорноморського флоту Росії.
Найбільшими підприємствами й установами регіону є:
- ВАТ «Югрефтрансфлот», у складі якого знаходиться велика частина рефрижераторного флоту країни;
- Севастопольський морський рибний порт — найбільший морський порт у Криму (поряд з Керченським);
- Севастопольське управління океанічного рибальства;
- СДП «Атлантика»;
- ВАТ «Мусон»;
- «Севастопольський Маяк»;
- Севастопольський національний технічний університет — найбільший виш Севастополя;
- Севастопольський військово-морський інститут ім. П. С. Нахімова — єдиний в Україні вищий навчальний заклад, що випускає офіцерів для національних ВМС;

У Гагарінському районі Севастополя знаходиться археологічний пам'ятник світового значення, що зіграв виняткову роль в історії слов'янських народів — Національний заповідник «Херсонес Таврійський». Усього на території району знаходиться 150 пам'ятників археології, 31 пам'ятник Великої Вітчизняної війни і 11 пам'ятників історії і культури.
Гагарінський район — наймолодший в Севастополі — і сьогодні найбільш динамічно розвивається: тут будуються нові мікрорайони, прокладаються тролейбусні лінії, будуються дороги, створюються нові підприємства.